# آدم كلاين (كاتب)
آدم كلاين (بالإنجليزية: Adam Klein)‏ (1962، كورال غيبلز في الولايات المتحدة)؛ مغن مؤلف، ملحن وروائي أمريكي.